# Holzbibliothek

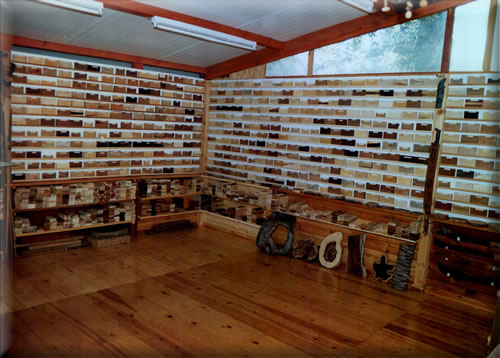
Innenansicht der Xiloteque Manuel Soler, in Dénia (Spanien)

Eine Holzbibliothek oder Xylothek (von altgriechisch ξύλον xylon, deutsch ‚Holz‘ und θήκη theke, deutsch ‚Aufbewahrungsort‘) ist eine Sammlung von Holz und anderen Bestandteilen verschiedener Baumarten. Die einzelnen Exponate sind dabei in Form von Büchern gestaltet.

## Holzbuch

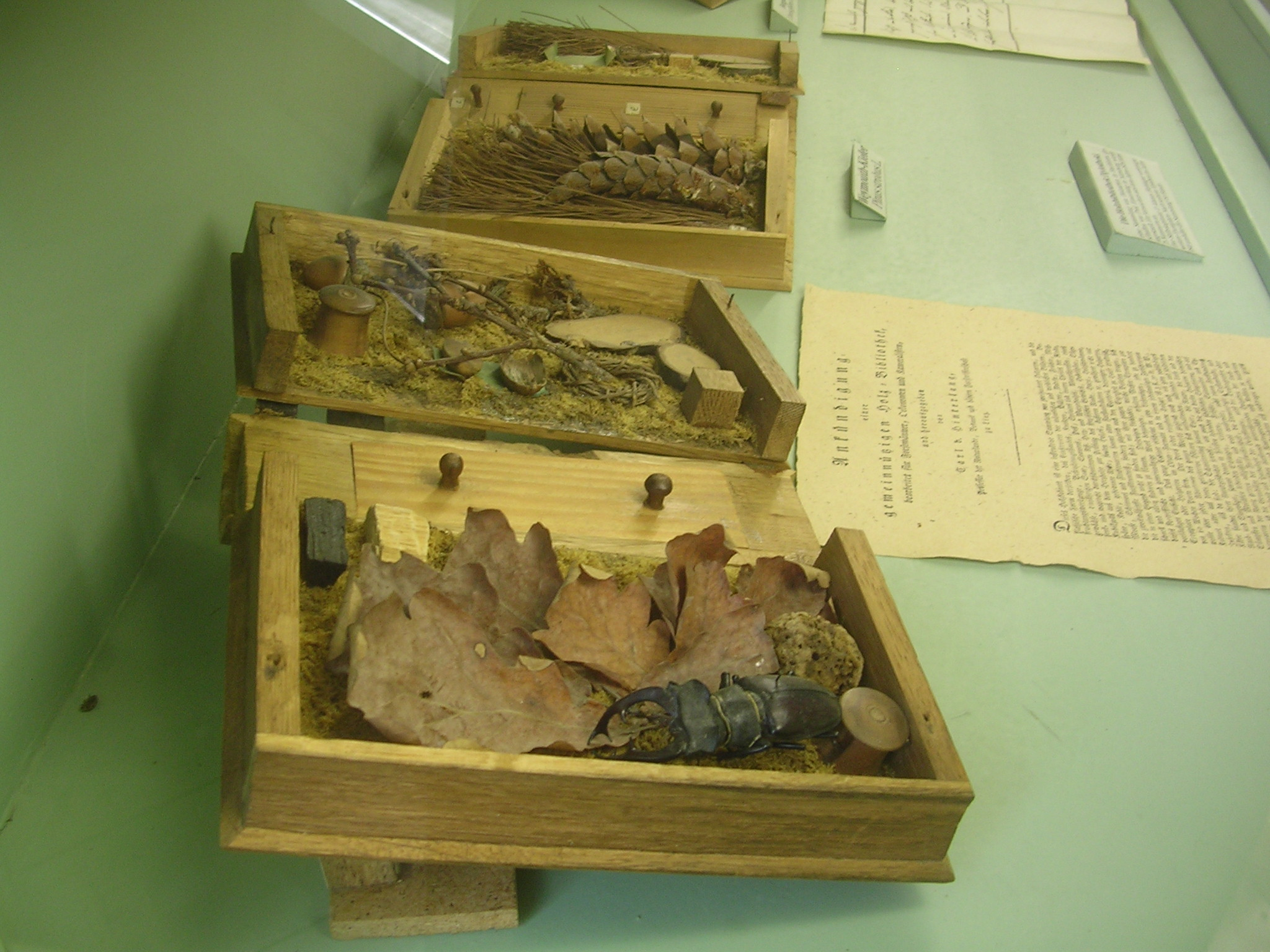
Holzbuch aus der Sammlung der Sternwarte im Stift Kremsmünster

Ein Kasten, bestehend aus dem Holz des Baumes, enthält in seinem Inneren weitere Bestandteile, zum Beispiel getrocknete Blätter und Früchte. Die Schmalseite des Kastens ist in Form eines Buchrückens mit der Rinde des Baumes beklebt und beschriftet.

## Geschichte
Während Herbarien schon im Mittelalter angefertigt wurden, tauchten Holzsammlungen erst im 18. Jahrhundert auf, unter der Bezeichnung Holz-Cabinet (angelehnt an die damaligen Naturalien-Kabinette). Während diese Dinge anfangs nur als reine Sammlungsobjekte dienten, ging man unter dem Einfluss der Aufklärung und der Taxonomie von Carl von Linné zunehmend systematischer vor. Aus der Idee, Holz und Pflanze als Ganzes zu präsentieren, entstanden Ende des 18. Jahrhunderts die Holzbibliotheken. Damit sind diese ein Zeitdokument über den Zustand und die Wahrnehmung der Wälder.

## Beispiele von Holzbibliotheken

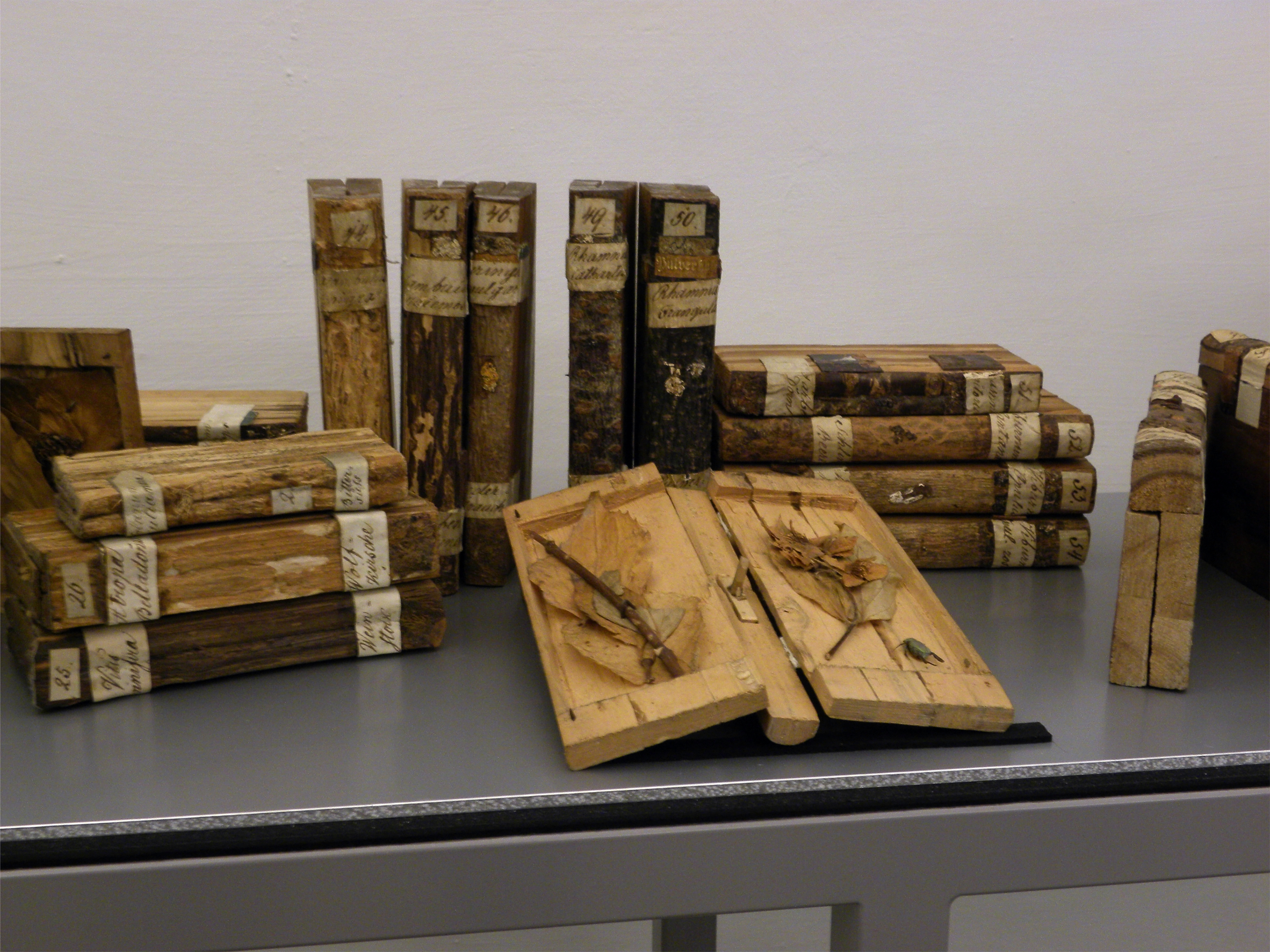
Die Xylothek in der Bibliothek des Stiftes Lilienfeld

- Die Schildbachsche Holzbibliothek im Ottoneum in Kassel wurde zwischen 1771 und 1799 von Carl Schildbach erstellt und beinhaltet 530 Bände. Sie gilt als die erste Holzbibliothek überhaupt und ist an Detailreichtum und Umfang unübertroffen, als Vorbild diente sie in den Folgejahren vielen Naturaliensammlungen. Die Auswahl der Objekte erfolgte unter dem Gesichtspunkt: „Sammlung von Holzarten, so Hessenland von Natur hervorbringt“.
- Die Hohenheimer Holzbibliothek besteht heute aus 189 Büchern, die sich auf eine sprachlich ältere A-Serie (44 Bände) und eine sprachlich modernere, offenbar ein wenig jüngere B-Serie (145 Bände) aufteilen. Ihr Standort ist die Universität Hohenheim.[1]
- Ebersberger Holzbibliothek, angelegt von Candid Huber (1747–1813), einem Benediktinermönch aus dem Kloster Niederaltaich. Sie ist heute im Ebersberger Museum Wald und Umwelt zu sehen. Weitere etwa 130 Bücher aus Hubers Schaffen finden sich in der Bibliothek des Zisterzienserstifts Lilienfeld in Österreich und zwei Kollektionen mit 145 bzw. 117 Exponaten in der Holzforschung München.
- Holzbibliothek auf der Burg Guttenberg, 93 Bände.
- Im Museum für das forstliche Versuchswesen der ehemaligen Forstakademie Mariabrunn in Wien findet sich eine Xylothek der wichtigsten Baumarten Österreichs und eine Sammlung von rund 1500 Holzarten.[2]
- Die Holzsammlung am Holz Campus Hamburg-Bergedorf[3] ist eine der größten Sammlungen weltweit.